# Bastion Sangallo (Fano)
Le bastion Sangallo, également connu sous le nom de « Rempart Sangallo » ou « Poudrière » (Baluardo del Sangallo ou Polveriera), est un noyau défensif situé à l'extrémité est de la ville qui ferme les anciens murs malatestiens de la ville de Fano, situé parallèlement au bord de mer. Le bastion conçu par Antonio da Sangallo le Jeune en 1532 à la demande du pape Clément VII est terminé en 1552 par Luca da Sangallo, sous le pontificat de Jules III.